# Matt Nokes
Matthew Dodge Nokes (San Diego, California, 31 de octubre de 1963), más conocido como Matt Nokes, es un exjugador profesional estadounidense de béisbol que se desempeñó en la posición de cácher en las Grandes Ligas de Béisbol (MLB). Logró obtener un Bate de Plata.

## Carrera
Nokes jugó como profesional una temporada en San Francisco Giants (1985), después pasó a Detroit Tigers (1986-1990), luego a New York Yankees (1990-1994), posteriormente a Baltimore Orioles (1995), y finalmente, a Colorado Rockies, donde jugó una temporada (1995), y fue el equipo en el que se retiró.

## Premios
Fue galardonado con el Bate de Plata en una oportunidad (1987).